# 陸俟
陸 俟（りく し、392年 - 458年）は、北魏の軍人・政治家。本貫は代郡。

## 経歴
陸突の子として生まれた。明元帝が即位すると、侍郎に任じられた。内侍に転じ、関内侯の爵を嗣いだ。龍驤将軍・給事中に転じ、典選部蘭台事をつとめた。427年（始光4年）、太武帝が夏の赫連昌に対して親征すると、陸俟は諸軍を率いて大磧に駐屯して、柔然の侵攻に備えた。太武帝が凱旋すると、陸俟は再び典選部蘭台事をつとめた。430年（神䴥3年）、西平公安頡とともに諸軍を率いて虎牢を攻め、陥落させた。建業公の爵位を受け、冀州刺史に任じられた。当時の州郡統治の考課において、陸俟は河内郡太守の丘陳とともに天下第一とされた。都督洛豫二州諸軍事・龍驤将軍・虎牢鎮大将に転じた。433年（延和2年）、平涼の休屠の金崖と羌の狄子玉らが反乱を起こすと、陸俟は使持節・散騎常侍・平西将軍・安定鎮大将となり、金崖らを討って捕らえた。平城に召還され、散騎常侍の位を受けた。
平東将軍・懐荒鎮大将として出向した。まもなく高車の莫弗たちは陸俟の統治が厳格すぎで性急であると訴え、前鎮将の郎孤を任に戻すよう求めた。太武帝はその訴えを聞き入れて、陸俟を平城に召還した。陸俟は太武帝の朝見を受けると、1年経たないうちに高車は必ずや反乱を起こし、郎孤は敗れるだろうとの予見を述べた。太武帝は陸俟を譴責して、邸に蟄居させた。翌年、はたして高車の莫弗たちが郎孤を殺して反乱を起こした。太武帝は報を聞いて驚き、すぐさま陸俟を召還してその見解を問うと、その日のうちに散騎常侍の任にもどさせた。
太武帝が柔然や北涼に対して親征の軍を起こすと、陸俟は従軍して輜重の輸送をつとめた。446年（太平真君7年）、陸俟は高涼王拓跋那とともに黄河を南に渡り、攻略しながら済南の東平陵まで進み、その地の民6000家を河北に移した。
都督秦雍二州諸軍事・平西将軍・長安鎮大将に転じた。拓跋那とともに蓋呉を杏城に討って撃破した。このとき蓋呉の2人の叔父を捕らえたため、諸将はその身柄を平城に送ろうとしたが、陸俟はあえてかれらを許して蓋呉を追わせれば、蓋呉を捕らえることができると主張した。高涼王拓跋那は陸俟の策の実行を許すと、蓋呉の叔父は蓋呉を斬って戻ってきた。
陸俟は内都大官に転じた。安定の盧水胡の劉超らが1万人あまりを集めて反乱を起こすと、陸俟は内都大官のまま都督秦雍二州諸軍事の任を加えられ、長安に駐屯した。陸俟は少数の精兵を率いて出ると、劉超を宴席に誘い出し、酒に酔ったところを騙し討ちにした。平城に召還されて、外都大官に転じた。
452年（興安元年）、文成帝の即位にあたって、子の陸麗に擁立の勲功があったため、陸俟は征西大将軍の号を受け、爵位は東平王に進んだ。458年（太安4年）、死去した。享年は67。諡は成といった。

## 子女
12人の男子があった。
- 陸馛
- 陸石跋（涇州刺史）
- 陸帰（東宮舎人・駕部校尉）
- 陸尼（内侍校尉・東陽鎮都将）
- 陸麗
- 陸頽（早逝）
- 陸陵成（中校尉・河間郡太守・秘書中散・新城子）
- 陸龍成（中散、散騎常侍、永安子、平遠将軍、安南将軍・青州刺史、楽安公）
- 陸騏驎（侍御中散、侍御長、太和初年に新平郡太守・銀青光禄大夫、夏州刺史）

## 伝記資料
- 『魏書』巻40 列伝第28
- 『北史』巻28 列伝第16